# Macruronus capensis
Macruronus capensis — вид тріскоподібних риб родини Хекові (Merlucciidae).

## Поширення
Риба поширена на південному сході  Атлантики біля берегів  Південної Африки.

## Опис
Риба виростає завдовжки до 100 см. Спинний плавець має близько 100 м'яких променів. Анальний плавець має 75-100 м'яких променів. Спинна частина тіла темно-синього кольору, боки та черево сріблясті. Плавці чорні.

## Спосіб життя
Це морський, бентопелагічний, немігруючий вид. Зустрічається у субтропічних водах на твердову дні на глибині 250—658 м на материковому шельфі.